# イワン・コロフ
イワン・コロフ（"The Russian Bear" Ivan Koloff、本名：Oreal Donald Perras、1942年8月25日 - 2017年2月18日）は、カナダ・オンタリオ州出身のプロレスラー。第3代WWWF世界ヘビー級王者。
北米での発音は「アイバン（アイヴァン）・コロフ」。生年は1936年ともいわれた。現役選手時代はロシア系ギミックの悪役レスラーとして活躍し、日本では「ロシアの怪豪」「ロシアの雷帝」などの異名で呼ばれた。

## 来歴
1965年（1962年など諸説あり）、アイルランド人のレッド・マクナルティ（Red McNulty）を名乗って地元のオンタリオにてデビュー。1967年9月にはこのリングネームで日本プロレスに初来日している（表記は「レッド・マクナッティ」）。開幕戦の大田区体育館大会ではロシア人ギミックの先達であるマッド・ラシアンとタッグを組み、ヤマハ・ブラザーズの凱旋帰国試合の対戦相手を務めた。
1968年1月、モントリオール地区において、髪を剃り上げてコサック帽とブーツを身につけたロシア人のイワン・コロフ（Ivan Koloff）に変身。ハンス・シュミットやエドワード・カーペンティアなどの大物と対戦して実績を積み、同地区認定のインターナショナル・ヘビー級王座を獲得した。地元オンタリオのトロント地区では、エリック・ザ・レッド、ブルドッグ・ブラワー、ホイッパー・ビリー・ワトソン、アルゼンチン・アポロ、カーペンティア、オックス・ベーカー、マイティ・イゴールなどから勝利を収めている。
1969年の下期よりWWWFに登場。キャプテン・ルー・アルバーノをマネージャーに、ゴリラ・モンスーン、ビクター・リベラ、チーフ・ジェイ・ストロンボー、ドミニク・デヌーチらを下してヒールとしてのステイタスを高め、1971年1月18日、ニューヨークのマディソン・スクエア・ガーデンにてブルーノ・サンマルチノを破り、第3代のWWWF世界ヘビー級チャンピオンとなる。翌月の2月8日にペドロ・モラレスに敗れ短命王者に終わったものの、約8年間に渡ってニューヨークの帝王に君臨していたサンマルチノから王座を奪ったことで一躍トップスターの仲間入りを果たした。なお、戴冠中はトニー・マリノ、モンスーン、ストロンボーなどを挑戦者に迎えて防衛戦を行っている。
その後は元WWWF王者の肩書のもと各地で活躍。同年6月にはエース級の扱いで日本プロレスに再来日し、6月29日に東京都体育館にてジャイアント馬場のインターナショナル・ヘビー級王座に挑戦。7月1日にはダッチ・サベージと組んでBI砲のインターナショナル・タッグ王座にも挑んだ。翌1972年はAWAに参戦してビル・ロビンソンやクラッシャー・リソワスキーと抗争、バーン・ガニアのAWA世界ヘビー級王座にも挑戦した。1973年4月にはAWAとの提携ルートで国際プロレスに来日。4月18日に土浦にて、マッドドッグ・バションと組んでストロング小林&グレート草津からIWA世界タッグ王座を奪取。4月30日に足立区体育館にて草津&ラッシャー木村を退け初防衛に成功するが、5月14日に船橋で草津&木村に奪回された。シリーズ最終戦の5月15日には、大宮スケートセンターにて小林のIWA世界ヘビー級王座にも挑戦している。

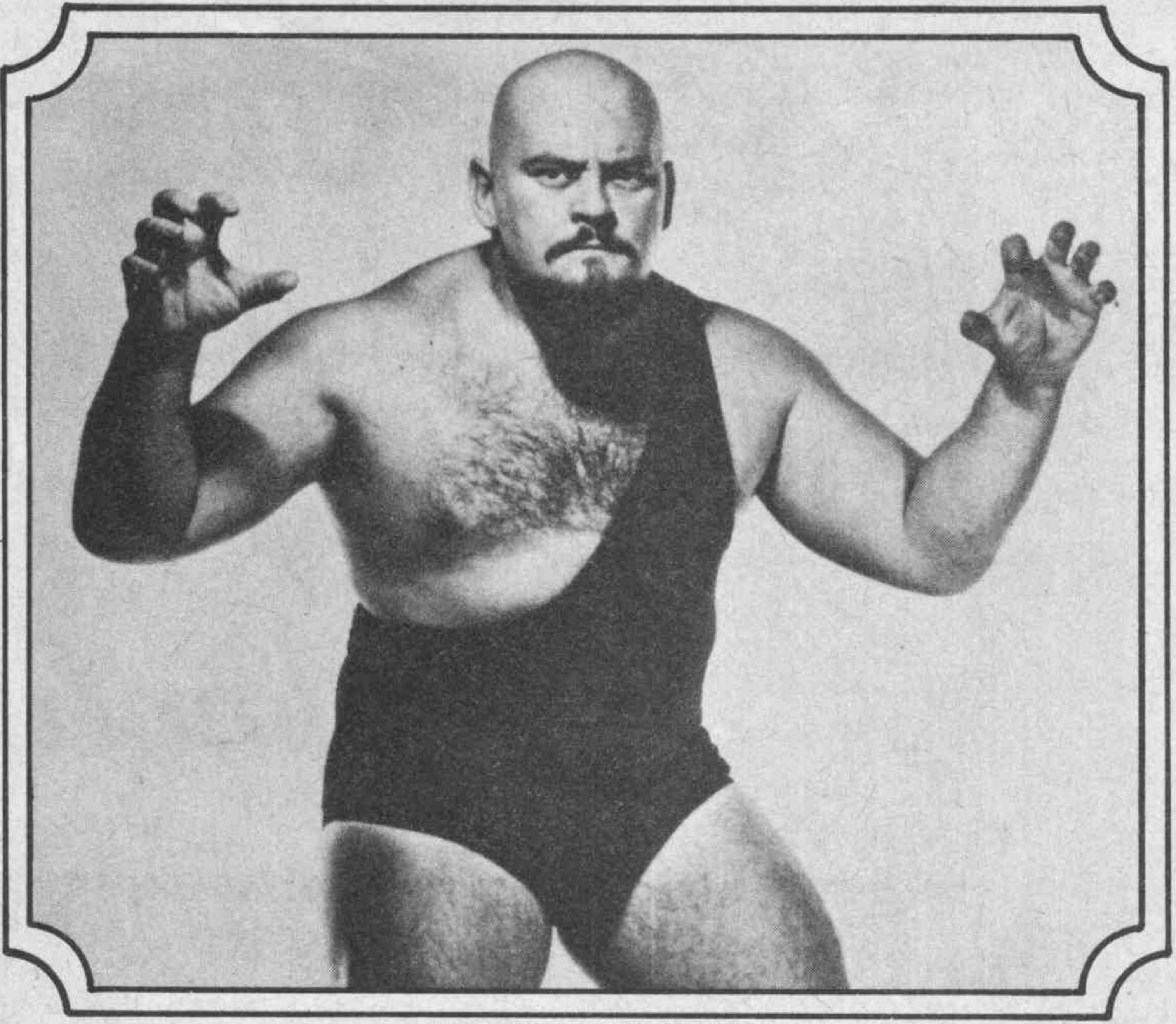
1973年

1974年はNWAミッドアトランティック地区を主戦場に、5月10日にダン・ミラー、10月30日にポール・ジョーンズを破り、ミッドアトランティックTV王座を2度獲得。その間の7月4日にはバージニア州ノーフォークにて、ジャック・ブリスコの保持していたNWA世界ヘビー級王座に挑戦している。同地区ではチャック・オコーナー、リップ・ホーク、スーパー・デストロイヤー、ジョニー・バレンタイン、そして若手時代のリック・フレアーらヒール勢と共闘して、ソニー・キング&タイガー・コンウェイ・ジュニアの黒人コンビやワフー・マクダニエルと抗争、アンドレ・ザ・ジャイアントとも対戦した。
1975年2月から8月にかけては新団体のIWAに参戦して、ミル・マスカラスの保持するIWA世界ヘビー級王座に再三挑戦。10月よりWWWFに再登場し、チャンピオンに返り咲いていたサンマルチノに連続挑戦した。同年11月、新日本プロレスの『闘魂シリーズ第2弾』に後半戦特別参加で来日。グレッグ・バレンタインをパートナーに、アントニオ猪木と坂口征二の北米タッグ王座に挑戦した。以降も新日本プロレスの常連外国人となり、1976年9月3日には愛知県体育館にて、WWWFでの盟友スーパースター・ビリー・グラハムとの怪力コンビで坂口&小林の北米タッグ王座に再挑戦。同年末の来日では、12月2日に大阪府立体育館にて猪木のNWFヘビー級王座に挑んた。
翌1977年はフロリダにて、ミスター・サイトーやパット・パターソンとのタッグで活動。シングルでは5月24日にスティーブ・カーンを破り、フロリダ版のNWA南部ヘビー級王座を獲得したが、9月27日に因縁のモラレスに再びベルトを明け渡している。その間の6月18日には、インディアナ州インディアナポリスでディック・ザ・ブルーザーからWWA世界ヘビー級王座を奪取、以降もブルーザーを相手に同王座を巡る抗争を展開した。同年11月18日にはセントルイスのキール・オーディトリアムにおいて、ハーリー・レイスのNWA世界ヘビー級王座にも挑戦している。
この時期よりウエイトダウンを試み、重厚なパワーファイターから機敏性のあるラフファイターへの肉体改造を行う。以降、エディ・グラハム主宰のチャンピオンシップ・レスリング・フロム・フロリダ、ジム・バーネット主宰のジョージア・チャンピオンシップ・レスリング、ジム・クロケット・ジュニア主宰のミッドアトランティック・チャンピオンシップ・レスリングなど南部のNWA圏を転戦しつつ、1978年にはMSGで新王者ボブ・バックランドのWWFヘビー級王座にも挑戦するなど、NWAとWWFを股にかけて活躍。ジョージアでは1979年にオレイ・アンダーソンとタッグを組み、トミー・リッチ&スタン・ハンセンなどのチームを破りジョージア・タッグ王座を再三獲得した。
モスクワオリンピックボイコット問題で米ソの対立構造が激化した1980年代初頭は、ジョージアでアレックス・スミルノフ、フロリダでニコライ・ボルコフとロシア人タッグを結成し、ジョージアでは1980年4月24日にケビン・サリバン&トニー・アトラス、フロリダでは8月7日にジャック&ジェリー・ブリスコを破り、各地区のタッグ王座を獲得。フロリダではダスティ・ローデスやバグジー・マグローを相手に、得意のロシアン・チェーン・マッチをはじめとする各種のデスマッチで抗争を展開するなど、大ヒールとなって観客をヒートアップさせた。
ミッドアトランティック地区では1981年2月22日、レイ・スティーブンスと組んでポール・ジョーンズ&マスクド・スーパースターからNWA世界タッグ王座を奪取。4月16日にはリッキー・スティムボートを破りミッドアトランティック・ヘビー級王座を獲得し、11月3日にはロン・バスからTV王座を奪取、以降もジミー・バリアントらとタイトルを争った。1983年よりWWFに復帰したが、翌年にスタートしたビンス・マクマホン・ジュニアの全米侵攻サーキットには参加せず、バックランドがアイアン・シークにWWF王座を明け渡した1983年12月26日のMSG定期戦を最後にWWFを離脱。以降、WWEのリングに上がることはなかった。
1984年からは古巣のミッドアトランティック地区に定着し、ニキタ・コロフやクラッシャー・クルスチェフとのロシア人ユニット、ザ・ラシアンズ（The Russians）を結成。若い彼らを指揮する「アンクル・アイバン（Uncle Ivan）」として、ロード・ウォリアーズやロックンロール・エクスプレスと抗争を繰り広げた。その後もウラジミール・ペトロフ（アル・ブレイク）やパワーズ・オブ・ペイン（ザ・バーバリアン&ザ・ウォーロード）を配下に、同地区のプレイング・マネージャー的な存在となって活躍した。1988年下期からはベビーフェイスに転向、同年12月26日のスターケードではジャンクヤード・ドッグとタッグを組み、旧敵ポール・ジョーンズ率いるラシアン・アサシンズ（デビッド・シェルダン&ジャック・ビクトリー）と対戦した。
WCWへの移行期でもある1989年にNWAを離れ、1990年1月には全日本プロレスに来日、昭和の日本プロレス4団体制覇を平成期に入って果たした。1992年3月にはニキタと同様に「甥」という設定のウラジミール・コロフ（カール・ブラントリー）を帯同し、W★INGに来日している。その後もアメリカやカナダのインディー団体への出場を続け、若手時代のキッド・キャッシュのマネージャーも務めたが1994年に引退。
引退後は新生キリスト教徒となり、長年の主戦場だったノースカロライナに居住。2007年には編集者との共著による自叙伝が出版された。
2017年2月18日、肝癌のため74歳で死去。2025年、WWE殿堂のレガシー部門に迎えられた。

## 追記
- 1978年3月の新日本プロレスへの4回目の来日時は、「敵前逃亡事件」を起こしたカネックの代打として、3月30日の蔵前国技館におけるシリーズ最終戦にて、マスクド・カナディアンと組んで長州力&永源遙を下した後、ダブルヘッダーで藤波辰巳と対戦。ドラゴン・スープレックスで敗れている[54]。新日本にはこれが最後の来日となった。
- WWEの歴史を語る上で欠かせない重要なレジェンドであるにもかかわらず、ブルーノ・サンマルチノ派閥だったこともあり、WWE殿堂には長く迎えられていなかったが、没後8年の2025年になってようやく殿堂入りを果たした[53]（初代から1980年代までのWWE王座戴冠者はコロフ以外全員殿堂入りしていた。サンマルチノの殿堂入りは2013年になって実現）[55][56]。1984年以来ビンス・マクマホンとは絶縁状態が続いていたが、1993年のアンドレ・ザ・ジャイアントの葬儀には共に参列している。サンマルチノ殿堂入りの際は式典にも出席していた。

## 得意技
- ベアハッグ
- バックブリーカー
- エルボー・ドロップ
- ニー・ドロップ

## 獲得タイトル
ワールド・ワイド・レスリング・フェデレーション / WWE
- WWWF世界ヘビー級王座：1回[3][12]
- WWE殿堂：2025年[53]

ワールド・レスリング・アソシエーション
- WWA世界ヘビー級王座（インディアナポリス版）：1回[31]

インターナショナル・レスリング・エンタープライズ
- IWA世界タッグ王座（国際プロレス版）：1回（w / マッドドッグ・バション）[19]

チャンピオンシップ・レスリング・フロム・フロリダ
- NWA南部ヘビー級王座（フロリダ版）：1回[30]
- NWAフロリダ・タッグ王座：5回（w / パット・パターソン×1、ミスター・サイトー×3、ニコライ・ボルコフ×1）[36]

ジョージア・チャンピオンシップ・レスリング
- NWAジョージア・タッグ王座：6回（w / オレイ・アンダーソン×4、アレックス・スミルノフ×2）[35]

ミッドアトランティック・チャンピオンシップ・レスリング
- NWAミッドアトランティック・ヘビー級王座：4回[40]
- NWAミッドアトランティックTV王座：3回[21]
- NWA USタッグ王座（ミッドアトランティック版）：2回（w / クラッシャー・クルスチェフ×1、ディック・マードック×1）[57]
- NWA世界タッグ王座（ミッドアトランティック版）：4回（w / レイ・スティーブンス×1、ドン・カヌードル×1、ニキタ・コロフ&クラッシャー・クルスチェフ×2）[39]
- NWA世界6人タッグ王座（ミッドアトランティック版）：2回（w / ニキタ・コロフ&ドン・カヌードル〜ニキタ・コロフ&クラッシャー・クルスチェフ〜ニキタ・コロフ&バロン・フォン・ラシク×1、ザ・バーバリアン&ザ・ウォーロード×1）[58]

メープル・リーフ・レスリング
- NWAカナディアン・ヘビー級王座（トロント版）：1回[59]

ワールド・レスリング・カウンシル
- WWCプエルトリコ・ヘビー級王座：1回[60]

インターナショナル・レスリング・アソシエーション
- IWAインターナショナル・ヘビー級王座（モントリオール版）：1回[8]

アトランティック・コースト・レスリング
- ACWタッグ王座：1回（w / ウラジミール・コロフ）

## マネージャー
- キャプテン・ルー・アルバーノ（WWWF / WWF）
- フレッド・ブラッシー（WWF）
- スタン・コワルスキー（AWA）
- ゴージャス・ジョージ・ジュニア（GCW）
- サー・オリバー・フンパーディンク（CWF）
- ロード・アルフレッド・ヘイズ（CWF）
- ジン・アンダーソン（MACW）
- ポール・ジョーンズ（MACW）